# William John Coffee
William John Coffee (1774 – 1846) è stato un artista e scultore inglese che ha lavorato con la porcellana, il gesso e la terracotta.

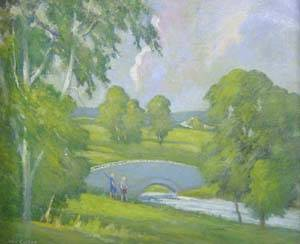
Dipinto di W.J. Coffee

Ha lavorato anche con la pittura ad olio, anche se questo non sono le opere con le quali è diventato famoso. La sua carriera è iniziata come un modellatore per i Duesbury presso la fabbrica di porcellana a Nottingham Road a Derby, in Inghilterra. Passò l'ultima parte della sua vita in America.

## Biografia

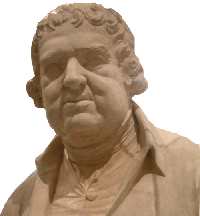
Busto di Erasmus Darwin

Durante i suoi anni a Derby Coffee modellò i busti di alcuni dignitari locali e di personaggi storici, tra cui un busto a grandezza naturale di Erasmus Darwin; quest'ultimo, ottimo esempio della capacità di modellazione dell'artista, è oggi in mostra al Derby Museum and Art Gallery. Coffee creò anche una copia in terracotta del Porcellino di Firenze (1806) ed una serie di statue in terracotta di figure greche che rappresentano la medicina e la guarigione per il giardino di Joseph Strutt; il giardino è stato poi donato alla città, con il nome di Derby Arboretum nel 1840 completo di statue, ma quelle delle figure greche sono scomparse o andate perse. Coffee modellò anche una statua in terracotta alta tre metri del dio greco Asclepio per l'Ospedale del Derbyshire di William Strutt, che venne aperto nel 1810.
Coffee emigrò dall'Inghilterra a New York City nel 1816 e lì divenne famoso come scultore modellando statue di importanti figure della storia statunitense, come James Madison e Thomas Jefferson. Fece anche le modanature ornamentali in gesso per la casa di Jefferson e per l'Università della Virginia.